# Jon Wellner
Jon Wellner (Evanston, Illinois, 11 juli 1975) is een Amerikaanse acteur. Zijn bekendste rol is die van Henry Andrews in de CBS serie CSI: Crime Scene Investigation.

## Filmografie
| Film of serie                  | Personage       | Jaar        | Opmerkingen               |
| ------------------------------ | --------------- | ----------- | ------------------------- |
| Becker                         |                 | 2001        | 2 afleveringen            |
| Gilmore Girls                  | Mikey           | 2001        |                           |
| Thieves                        | Harvey Reese    | 2007        |                           |
| Brown Eyed Girl                | Baxter          | 2001        |                           |
| The King of Queens             | Keith           | 2001        |                           |
| Providence                     | Van Buyer       | 2002        |                           |
| The Court                      | Hoots           | 2002        |                           |
| Walkin' Free                   | Johnny No Bones | 2002        |                           |
| The 24 Year-Old Virgin         | Dale            | 2003        |                           |
| Yes, Dear                      |                 | 2003        |                           |
| CSI: Crime Scene Investigation | Sam Tracy       | 2004        | 1 aflevering (Unbearable) |
| CSI: Crime Scene Investigation | Henry Andrews   | 2004–Huidig |                           |
| Judging Amy                    | Alan Schein     | 2005        |                           |
| NCIS                           | Simon Frankel   | 2005        |                           |
| Life on a Stick                | Kenny           | 2005        |                           |
| That's So Raven                | Brad            | 2005        |                           |
| Twenty Questions               | Pierce Lowell   | 2006        |                           |
| Courting Alex                  | Reporter        | 2006        |                           |
| Grad Night                     | Brett Johnson   | 2006        |                           |
| Vanished                       | Agent           | 2006        |                           |
| What News?                     | Tom Thompson    | 2007        |                           |
| Evan Almighty                  | Staffer         | 2007        |                           |
| Ocean's Thirteen               | Bellman         | 2007        |                           |
| Bones                          | Mike Campbell   | 2008        |                           |

- Library of Congress Control Number: no2015033940
- Virtual International Authority File: 315534143
- WorldCat: E39PBJk4DxGGTbbHrHYDkdyfMP